# Музична герменевтика
Музична герменевтика — мистецтво і теорія тлумачення музичного твору та виявлення смислу його тексту на основі об'єктивних (музичні знаки та знакові комплекси) й суб'єктивних (наміри автора) підстав.
Термін «музична герменевтика» було запроваджено 1902 року німецьким музикознавцем і диригентом Ґ. Кречмаром. Романтична музична критика особливо підкреслювала значення історичної та психологічної мінливості свідомості слухача у процесі сприйняття й пізнання музичного твору. У процесі становлення ГМ. як галузі муз-ва спостерігається поступовий перехід від виявлення аналогій між елементами муз. мови та и) до спроб осягнення муз. смислу як позавербального й багатозначного художнього образу. У 1-й пол. XX ст. в галузі музичної герменевтики спостерігаються 2 основні напрямки. Австрійський музикознавець Е. Ганслік вважав, що не можна тлумачити музику, використовуючи позамузичні асоціації, бо музичне мистецтво — особлива, ізольована духовна діяльність. Ґ. Кречмар і А. Шерінґ, навпаки, прагнули обґрунтувати методи визначення опосередкованої літературної програми в музичних творах.
У 2-й половині XX століття під впливом філософії (Г. М. Гайдеґґер, X. Ґадамер, Ю. Габермас, К.-О. Опель, А. Лоренцер та ін.) виникає т. зв. нова музична герменевтика. Один з її фундаторів — нім. музикознавець К. Дальгауз. Нова музична герменевтика охопила теор. проблеми муз. історії та історії міркувань про музику, питання співвідношення форми і змісту, цінності й оцінки на підставі ідеї взаємозв'язку муз. змістово-смисл. шарів та особистісної свідомості.